# Chris Fydler
Christopher John Fydler (Sídney, 8 de noviembre de 1972) es un exnadador y dirigente deportivo australiano, actual presidente de Swimming Australia desde el 25 de mayo de 2025. Especializado en pruebas de estilo libre, consiguió ser campeón olímpico en 2000 en los 4 x 100 metros.

## Carrera deportiva
En los Juegos Olímpicos de Sídney 2000 ganó la medalla de oro en los relevos de 4 x 100 metros estilo libre, con un tiempo de 3:13.67 segundos que fue récord del mundo, por delante de Estados Unidos (plata) y Brasil (bronce).